# Port Line
Die Port Line war eine von 1914 bis 1984 bestehende britische Linienreederei.

## Geschichte
Gegründet wurde die Port Line 1914 mit 23 Schiffen der Reedereien J.P. Corry & Co., Wm Milburn & Co., Thos. B. Royden & Co., sowie Tyser & Co., um Liniendienste nach Australien und Neuseeland aufzubauen. Zwar erwarb die Reederei Cunard Line schon 1916 die Anteile der Firma und ließ auch die Schornsteine der Schiffe nach Kriegsende auf das eigene Farbschema umstellen, aber unabhängig davon blieb die Port Line eine eigenständige Reederei. 1936 wurde die Montreal, Australia & New Zealand Line (M.A.N.Z) mit gleichen Anteilen der C & D Line, Ellerman & Bucknall und der New Zealand Shipping Company gegründet, um den Australien-Liniendienst der Canadian National Line zu übernehmen. Diese Gesellschaft erhielt im November 1937 den Namen Port Line Ltd und bildete 1957 zu gleichen Teilen mit den Partnern Blue Star Line, New Zealand Shipping Company und Shaw Savill & Albion Line die Crusader Shipping Ltd um einen Liniendienst zwischen Neuseeland, dem Fernen Osten und der Pazifikseite Nordamerikas zu betreiben. Im Jahr 1966 trat die Port Line dem Associated Container Transportation Ltd Konsortium bei, woraufhin man schrittweise die Flotte der M.A.N.Z.-Line verringerte und den Dienst bis 1969 schließlich ganz beendete.
1968 wurde die Reederei Cunard-Brocklebank Ltd gegründet, um die Frachtdienste der beiden Unternehmen zusammenzufassen. Zwei Jahre später wurden die Aktivitäten der Cunard Line Tochtergesellschaften (Cunard-Brocklebank, Port Line, Moss Tankers und Offshore Marine) durch die Bildung der Cunard Cargo Shipping Services Ltd vereinigt. Diese konzentrierte sich auf die damals immer noch in großem Umfang betriebene Stückgutschifffahrt. In den frühen 1970er Jahren wurde die Containerschifffahrt immer dominanter, woraufhin die Stückgut-Tochtergesellschaften der Cunard Line nicht weitergeführt wurden. 1972 wurde die Cunard Line von Trafalgar House übernommen. Bis 1978 war die Port Line in der Cunard Line Gruppe aufgegangen, 1982 wurden die letzten beiden Schiffe der Port Line an die Brocklebank Line übertragen und bis 1984 hörte auch die Port Line auf zu existieren.